# Ruimte voor de Rivier

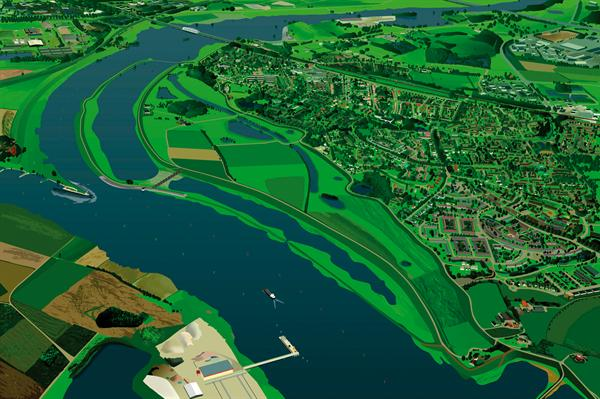
Extra hoogwatergeul Hondsbroeksche Pleij

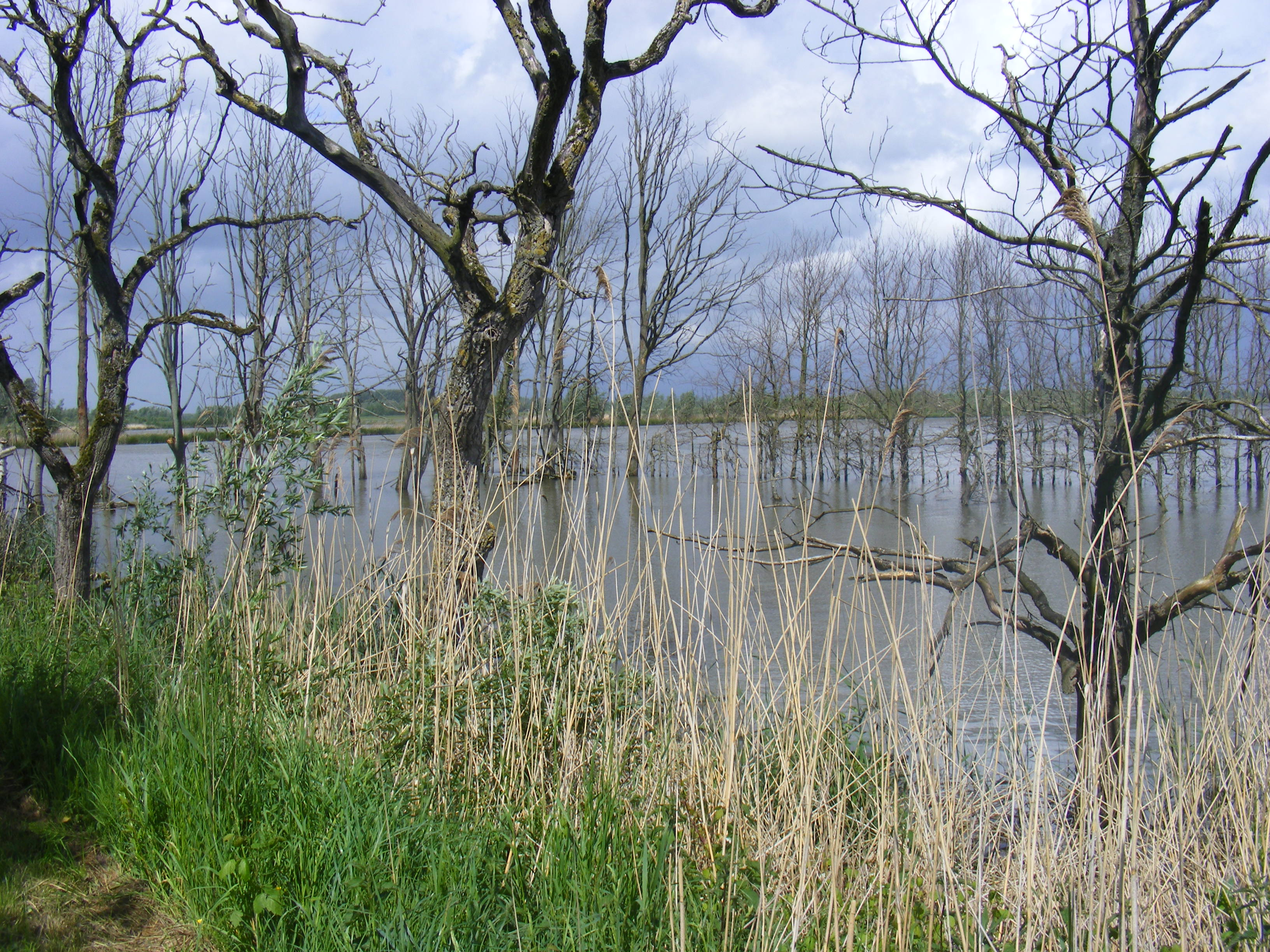
Ondergelopen gebied in de Biesbosch

Ruimte voor de Rivier is een in 2006 door het Nederlandse parlement besloten Planologische kernbeslissing (PKB) met als doel het tegengaan van overstromingen van de grote rivieren en, in navolging van het gedachtegoed van Plan Ooievaar uit 1986, het verbeteren van de 'ruimtelijke kwaliteit' van het rivierengebied. Directe aanleiding voor het grootschalige programma waren de overstromingen van de Maas in 1993 en de dreigende overstromingen in het Rivierenland in 1995 met evacuatie van ongeveer 250.000 bewoners en 1 miljoen dieren. Aan het besluit ging een tweejarige planfase (2004–2006) en een inspraaktraject vooraf onder leiding van minister van Verkeer en Waterstaat Karla Peijs, gevolgd door een planstudiefase.
Ruimte voor de Rivier was een rijksprogramma, gefinancierd uit rijksmiddelen, met centrale regie door een speciaal hiervoor samengestelde Programmadirectie. In de PKB waren aanvankelijk 39 maatregelen opgenomen, daarvan zijn in de loop van het programma 5 maatregelen vervallen. Het gaat om de Benedenrivieren, de Maas, de Waal, de IJssel, de Nederrijn en Lek. De totale kosten bedroegen € 2,3 miljard.
De uitvoer bleef binnen het budget en bleef grotendeels binnen de planning, hetgeen te danken was aan een slim concept van publiek-publieke samenwerking en aan een organisatiecultuur waarbinnen partijen elkaar serieus namen en samenwerkten op basis van gelijkwaardigheid en het elkaar wat gunnen (win-win), ook al hadden ze vaak een andere positie op de hiërarchische ladder.

## Voorbereiding, uitvoer en werking

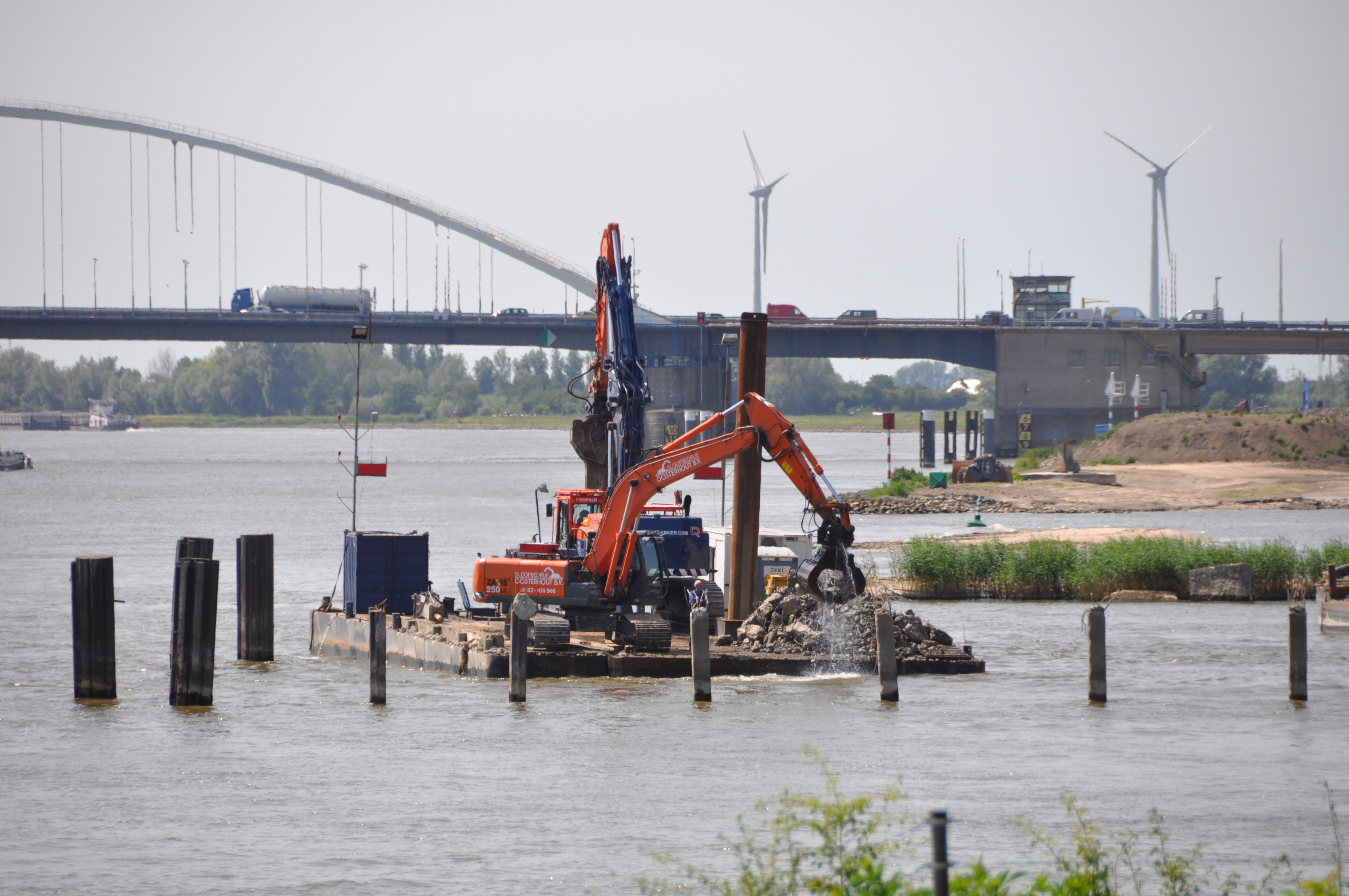
Ruimte voor de rivier maken in Gorinchem

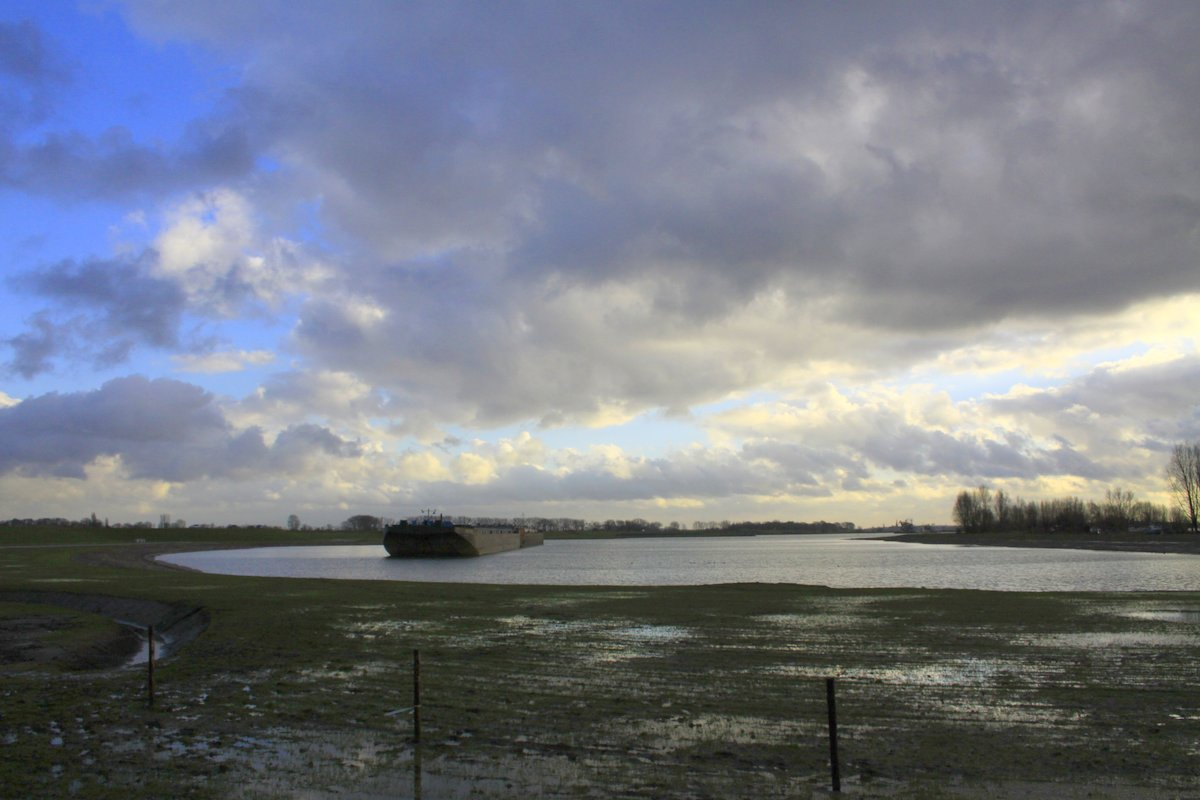
Ontzanding van de Honswijkerwaard

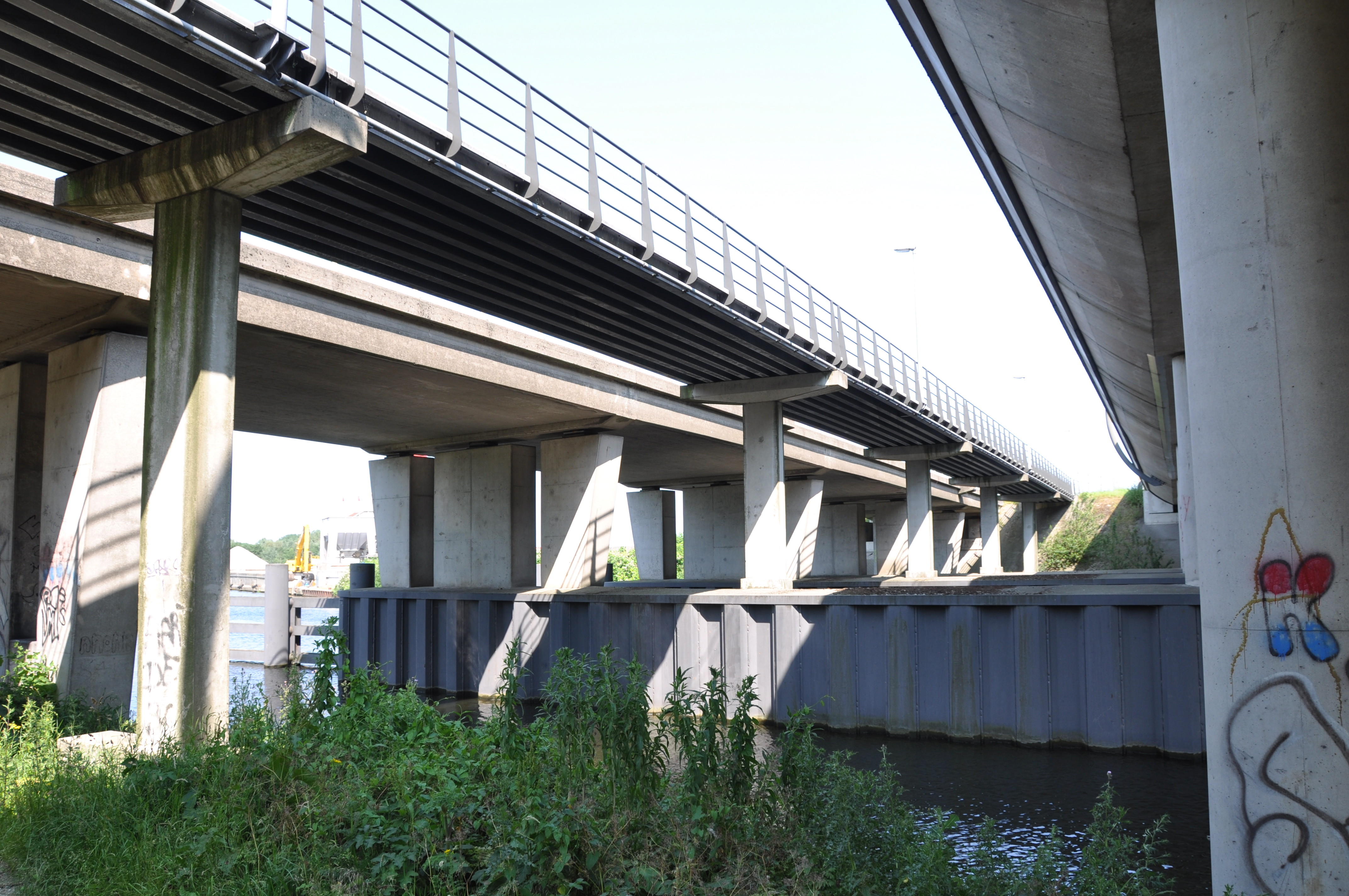
Fietsbrug in de Betuweroute en de brug in de A15 over de Linge bij Gorinchem

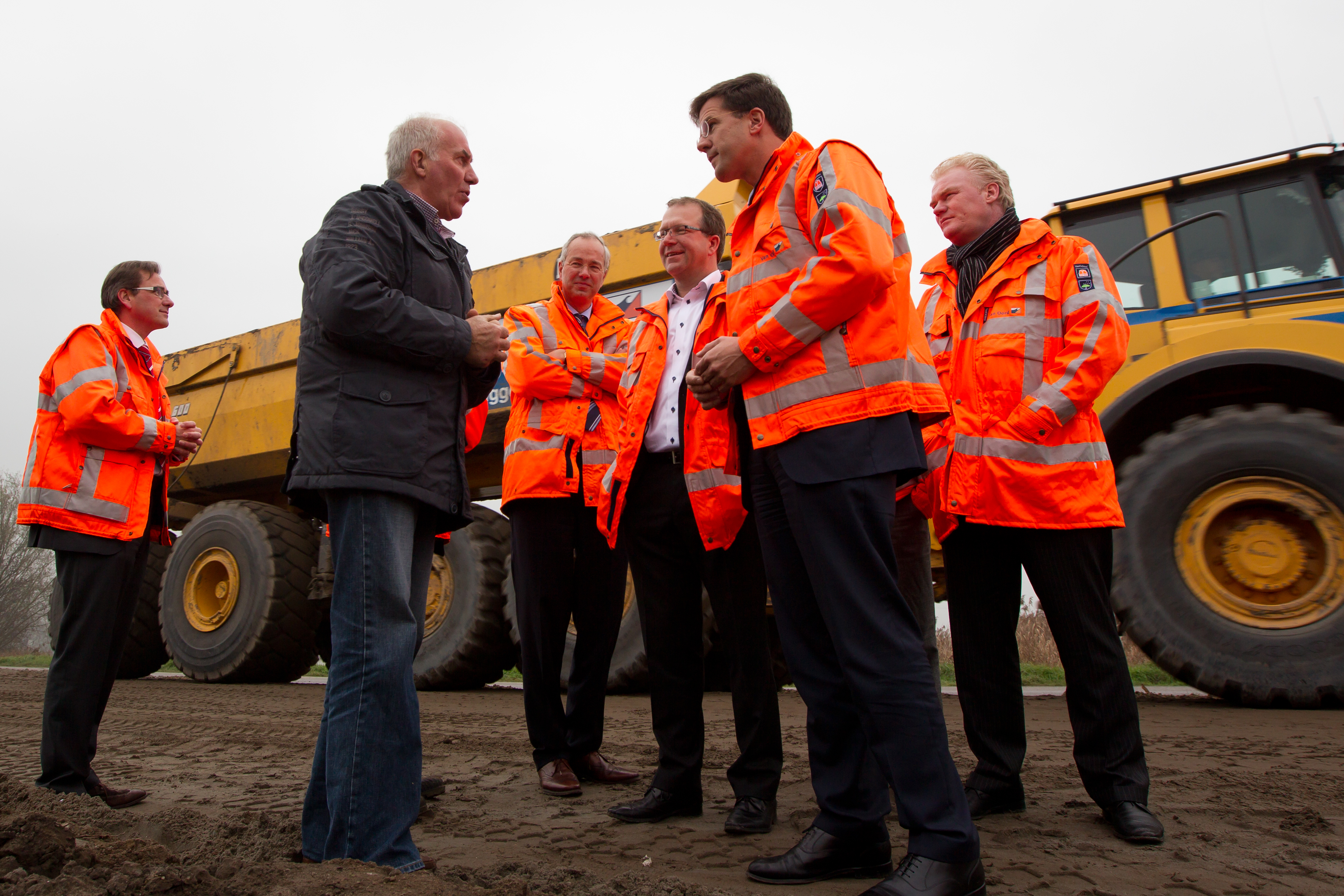
Premier Rutte bezoekt in 2011 een bouwplaats van state-of-the-art terpen in de Overdiepse Polder, hier in gesprek met een bedenker van het terpenplan, uit een groep bewoners

De grote rivieren Rijn en Waal stromen vanuit Zwitserland via Duitsland door Nederland en monden in de Noordzee. De Maas komt vanuit Frankrijk. De hoeveelheid water die door deze rivieren stroomt heeft daardoor niet alleen te maken met weersomstandigheden in Nederland maar ook met die in de andere landen.
De extreem hoge waterstanden in de grote rivieren in de winters van 1993 en 1995 en de dreiging van overstromingen die dat met zich meebracht vormden aanleiding voor de overheidsdienst Rijkswaterstaat en de regering, specialisten te laten onderzoeken op welke manieren de risico's van hoogwater in de rivieren voor de toekomst meer beheersbaar kunnen worden gemaakt. Het resultaat, de PKB Ruimte voor de rivier, betekende een breuk met het beleid in het verleden, het accent lag altijd op het verhogen en versterken van dijken, dat werd vanaf het jaar 2000 verschoven naar rivierverruiming. Internationaal gezien een baanbrekende aanpak.
De PKB trad in werking op 26 januari 2007 en omvatte ongeveer veertig verschillende soorten maatregelen, waaronder het verleggen van dijken, de aanleg van nieuwe dijken, kribben, stuwen en sluizen, ontzanding van rivieren, het vergroten en verdiepen van uiterwaarden. Ze hebben alle tot doel de afvoer- en bergingscapaciteit van de rivieren te vergroten en waar mogelijk natuur en recreatie meer ruimte te geven.
De werken in het kader van Ruimte voor de Rivier werden in samenwerking uitgevoerd door Rijkswaterstaat, de ministeries van Infrastructuur en Milieu en van Economische Zaken, Landbouw en Innovatie, diverse waterschappen, provincies en gemeenten.
De in totaal 34 maatregelen die uitgevoerd werden in het kader van het programma waren onder andere het verbreden van de uiterwaarden, verleggen van dijken, verdiepen van zowel uiterwaarden als zomerbeddingen, verlagen van zomerkades en kribben, graven van hoogwatergeulen en nevengeulen, ontpolderen, verwijderen van obstakels zoals brugpijlers en gebouwen in de uiterwaarden, en als het niet anders kon ook het verbeteren en/of verhogen van dijken en het bouwen van bruggen over nevengeulen. De eerste werken van het programma zijn in 2006 gestart en het laatste werk werd in maart 2019 opgeleverd. Het totale budget was 2,3 miljard euro.
Deskundigen zijn het erover eens dat de maatregelen grote werking hebben en zich helemaal uitbetalen. Zonder het programma waren de wateroverlast problemen nu veel groter geweest.
Behalve 'Ruimte voor de Rivier' is er nog een groot project dat Nederland moet beschermen tegen hoogwater door de rivieren: de Maaswerken. Dat programma is anno 2023 nog niet afgerond. Het gaat voornamelijk om het verbreden en verdiepen van de rivier de Maas. Rijkswaterstaat merkt daarbij op dat bescherming tegen overstromingen in Nederland nooit is afgerond.

### Evaluatie
De gemaakte begrotingen en het aan de hand daarvan ter beschikking gestelde budget bleek toereikend en de opgestelde planning werd nagenoeg volledig gehaald. Van de 34 maatregelen was er een klein aantal dat na 2015 moest worden afgerond. Mede omdat er veel publieke en private partijen bij het programma betrokken waren en er veel, soms tegenstrijdige belangen speelden, kan dat als een niet te onderschatten prestatie van de overheid worden beschouwd. In een onafhankelijke evaluatie van de uitvoer van de maatregelen en de besteding van overheidsgelden, werden de volgende factoren genoemd voor het slagen van het grootscheepse programma. De leden van het kernteam van de projectdirectie beschikten over veel ervaring en de competenties vulden elkaar goed aan. De organisatiecultuur was gericht op samenwerking en ondanks de verschillen in macht namen partijen elkaar serieus en werkten zij zoveel als mogelijk op gelijkwaardige voet samen. Hoewel met name lagere overheden kritiek hadden op de in hun ogen bureaucratische logica, het centralisme en dirigisme van Rijkswaterstaat bestond bij alle spelers een sterke identificatie met het programma. Daardoor is Ruimte voor de Rivier voor alle betrokkenen een positieve ervaring geworden die identificatie, bereidwilligheid tot samenwerking en enthousiasme losmaakte.
Als knelpunten en risico's worden de factoren grondverzet, archeologische vondsten, vergunningen, krappe planning van sommige projecten, tijdsvertraging en de beperkte kennis en kunde van sommige uitvoerders gezien. De waterschappen en gemeenten worden genoemd als eenheden waar te weinig ervaring aanwezig kan zijn voor het borgen van goede samenwerking onderling en met private partijen.